# Refroidissement thermoélectrique
Le refroidissement thermoélectrique est une technique de refroidissement utilisant la thermoélectricité. On utilise pour cela des composants nommés « modules Peltier » qui exploitent l'effet Peltier, par lequel un courant électrique est converti en une différence de température. 

## Généralités

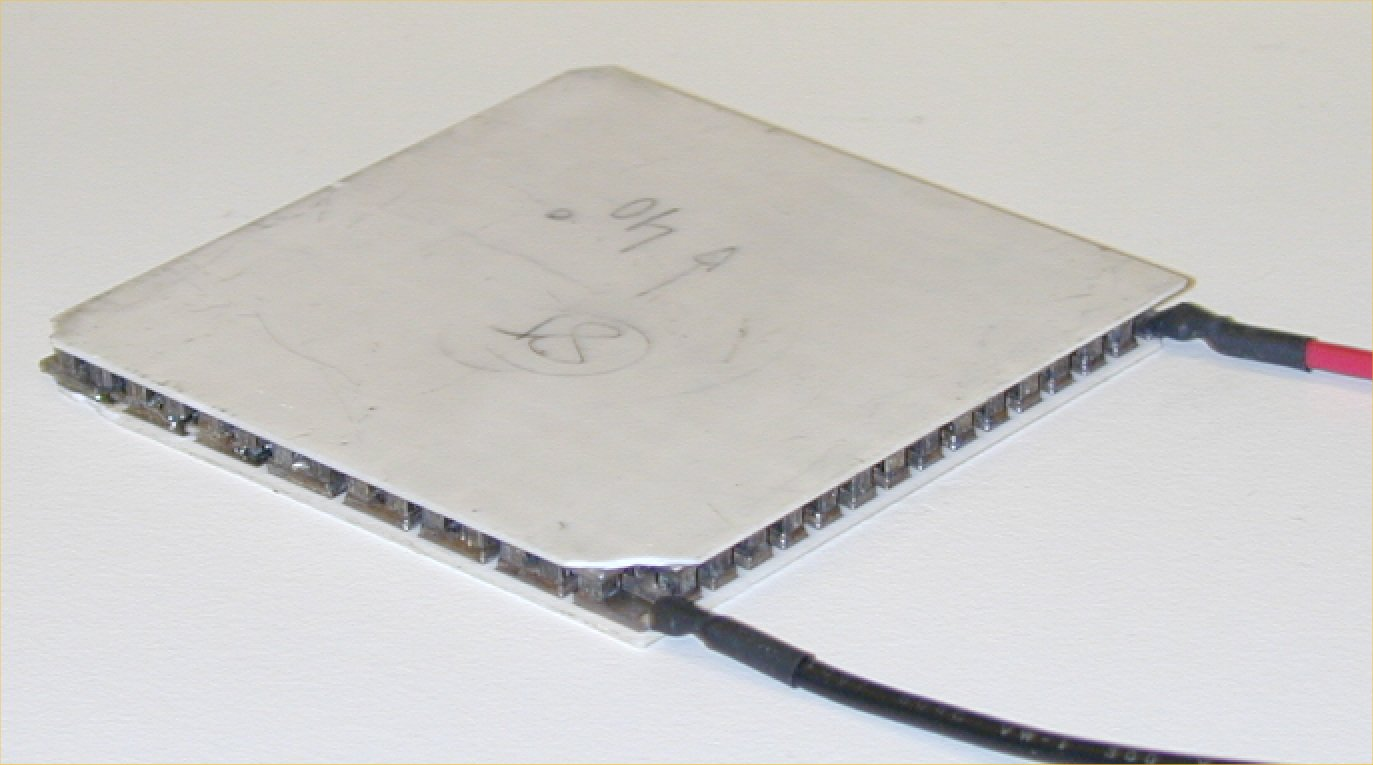
Un module Peltier.

Les modules Peltier sont nommés ainsi car ils mettent en œuvre la thermoélectricité et plus précisément l’effet Peltier. Un tel module est alimenté par un courant et présente deux faces, l’une dite froide et l’autre chaude. L’objet à refroidir est mis au contact de la face froide, tandis que l'autre face est accouplée à un mécanisme d’évacuation de la chaleur (ventilateur...).
Ce type de module peut également être utilisé pour l'application inverse, c'est-à-dire la génération d'électricité à partir d'une différence de températures, appelé effet Seebeck.

### Fonctionnement

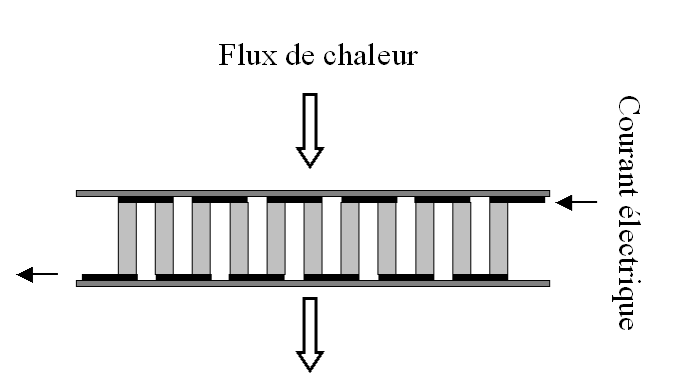
Schéma d'une cellule à effet Peltier.

Un module Peltier est constitué d’une série de « couples » constitués d’un matériau semi-conducteur sélectionné pour que les électrons puissent jouer le rôle de fluide caloporteur.

### Équations
Dans cette section, on utilise les notations suivantes :
- {\displaystyle I} est le courant traversant le module Peltier
- {\displaystyle Q_{f}} est la puissance thermique absorbée par le côté froid du Peltier
- {\displaystyle Q_{c}} est la puissance thermique rejetée par le Peltier
- {\displaystyle \Pi _{ab}} est le coefficient d'effet Peltier du module
- {\displaystyle S_{m}} est le coefficient d'effet Seebeck du module
- {\displaystyle K_{m}} est la conductance thermique du module
- {\displaystyle R_{m}} est la résistance électrique du module
- {\displaystyle T_{f}} est la température du côté froid
- {\displaystyle T_{c}} est la température du côté chaud
- {\displaystyle \Delta T} = {\displaystyle T_{c}} - {\displaystyle T_{f}}

Les transferts thermiques au sein d'un module thermoélectrique peuvent être modélisés en quantifiant trois contributions.
La première correspond à la puissance thermique transférée par effet Peltier. Sur la face froide, la puissance thermique prélevée est {\displaystyle Q_{f}=S_{m}.T_{f}.I}. Sur la face chaude, la puissance thermique injectée est {\displaystyle Q_{c}=S_{m}.T_{c}.I}.
Il faut ensuite considérer la puissance thermique due à l’effet Joule qui va s’appliquer sur les 2 faces du modules et qui va augmenter avec l’alimentation de celui-ci. La puissance thermique prélevée côté froid est donc à diminuer de {\displaystyle {\frac {1}{2}}.R_{m}.I^{2}}. La puissance thermique injectée côté chaud doit être augmentée de la même valeur.
Enfin, il faut également tenir compte de la conduction thermique qui s’oppose à l’effet voulu; il faut donc diminuer la puissance thermique prélevée en face froide de {\displaystyle K_{m}.\Delta T}, et diminuer d'autant la puissance thermique rejetée en face chaude.
Finalement on a une puissance thermique prélevée côté froid qui vaut {\displaystyle Q_{f}=S_{m}.T_{f}.I-{\frac {1}{2}}.R_{m}.I^{2}-K_{m}.\Delta T}. Cette expression est difficilement exploitable, d’autant plus que les coefficients {\displaystyle S_{m}}, {\displaystyle K_{m}}, {\displaystyle R_{m}} varient en fonction de la température. Pour pouvoir utiliser correctement les modules Peltier, les fabricants fournissent des courbes donnant la différence de température en fonction du courant appliqué et de la chaleur transférée.
La tension aux bornes du module est {\displaystyle V=S_{m}.\Delta T+I.R_{m}} (on tient compte de l’effet Joule et de l'effet Seebeck).
La puissance thermique rejetée par le module est {\displaystyle Q_{c}=S_{m}.T_{c}.I+{\frac {1}{2}}.R_{m}.I^{2}-K_{m}.\Delta T}, soit {\displaystyle Q_{c}=Q_{f}+V.I} (puissance thermique absorbée et puissance thermique produite par le module lui-même),.

### Avantages et inconvénients
Par rapport à un système de refroidissement par compresseur (tel qu'utilisé notamment dans les réfrigérateurs), le refroidissement thermoélectrique par effet Peltier a pour principaux avantages :
- l'absence de fluide frigorigène (dangereux pour l'environnement, inflammables, corrosifs, ou autres inconvénients), et donc de la tuyauterie ;
- l'absence de pièce mobile ;
- la haute résistance des cellules aux contraintes mécaniques en compression[4] (permettant l'utilisation des éléments thermoélectriques comme support mécanique) ;
- des éléments précédents découlent l'absence de bruit, de vibrations ou d'usure mécanique, le peu d'entretien nécessaire (pas de pièces d'usure), et une grande résistance aux chocs et secousses[5] ;
- une excellente puissance de refroidissement [6] par unité de volume, de masse ou de prix : plusieurs dizaines de watts[7] dans un élément banal TEC1-12706, carré de quatre centimètres de côté et quelques millimètres d'épaisseur, pour quelques grammes, et vendu partout pour quelques d'euros[8][réf. nécessaire], et plus encore pour des éléments industriels.

Il a en revanche comme principaux inconvénients : 
- un plus mauvais coefficient de performance (COP), et qui se réduit fortement avec l'accroissement 
  - de l'intensité du courant électrique [9],[10],
  - de la différence de température entre les deux faces du module.
- Conséquemment à l'affirmation précédente, 
  - le refroidissement devient impossible pour des différences de température intérieur/extérieur excédant 70  à   85 °C suivant les éléments[11] et jusqu'à 123 °C pour des éléments à plusieurs étages[12] ;
  - le COP n'est supérieur à 1 que pour de petites puissances de refroidissement (10 à 25 % de la puissance de refroidissement maximale) et pour une différence de température inférieure à 20 °C[9]
- la taille réduite et le flux de chaleur important (en raison du mauvais COP) implique généralement un système de dissipation de cette chaleur (ventilateur par exemple), qui va annuler une partie des avantages du module ;
- la faible résistance des cellules aux contraintes mécaniques en cisaillement[4] .

Le refroidissement par effet Peltier est donc en usage :
- dans des milieux à sécurité renforcée où l'utilisation de fluides caloporteurs serait trop dangereuse ;
- pour des systèmes légers à utilisation limitée, pour lesquels la mauvaise efficacité énergétique n'est pas un inconvénient et où la puissance requise, faible, ne justifie pas l'usage d'un système plus puissant à compresseur (glacière mobile ou « mini frigo » par exemple) ;
- dans des applications spécifiques nécessitant des refroidisseurs légers, ou des puissances de refroidissement importantes et concentrées dans un petit volume (plusieurs watts par cm2) [10].

## Applications
Les systèmes suivants utilisent un refroidissement thermoélectrique :
- refroidissement des corps noirs ;
- calorimètres ;
- capteurs CCD ;
- échangeurs de chaleur ;
- déshumidificateurs ;
- systèmes de guidage ;
- refroidissement des diodes laser ;
- refroidissement des microprocesseurs ;
- réfrigération embarquée (avions, voitures, hôtel…)[13] ;
- thermocycleur[14] ;
- incubateurs.

## Sources
1. ↑  la chaleur allant naturellement du chaud vers le froid
2. ↑  « Thermoelectric Technical Reference — Mathematical Modeling of TEC Modules », sur www.ferrotec.com
3. ↑  « FAQ & Technical Information », sur www.tetech.com
4. 1 2  « Thermoelectric Technical Reference - Installation of Thermoelectric Modules », sur thermal.ferrotec.com (consulté le 20 mai 2016)
5. ↑  « Thermoelectric Technical Reference - Advantages of Thermoelectric Cooling », sur thermal.ferrotec.com (consulté le 20 mai 2016)
6. ↑  (associé cependant à un coefficient de performance de 0,5 à 0,75, voir les inconvénients)
7. ↑  par comparaison un réfrigérateur à une puissance de l'ordre de 500 W.
8. ↑  « recherche "TEC1-12706" dans n'importe quel outil de recherche ».
9. 1 2  « Ferrotec Thermoelectric Modules - Peltier Cooler Model 72008/131/150B », sur thermal.ferrotec.com (consulté le 20 mai 2016)
10. 1 2  (en-US) ,, « FAQ's & Technical Information - TE Technology », sur TE Tech Products, 29 octobre 2013 (consulté le 20 mai 2016)
11. ↑  « Thermoelectric Modules - General-Purpose Coolers », sur thermal.ferrotec.com (consulté le 20 mai 2016)
12. ↑  « Ferrotec Thermoelectric Modules - Peltier Cooler Model 2030/106/047MN », sur thermal.ferrotec.com (consulté le 20 mai 2016)
13. ↑  « Thermoelectric Technical Reference — Applications of Thermoelectric Coolers », sur ferrotec.com.
14. ↑  « LabTips: Peltier vs. Compressor: A Chilling Battle », sur americanlaboratory.com (consulté le 20 mai 2016).